# Molinologia

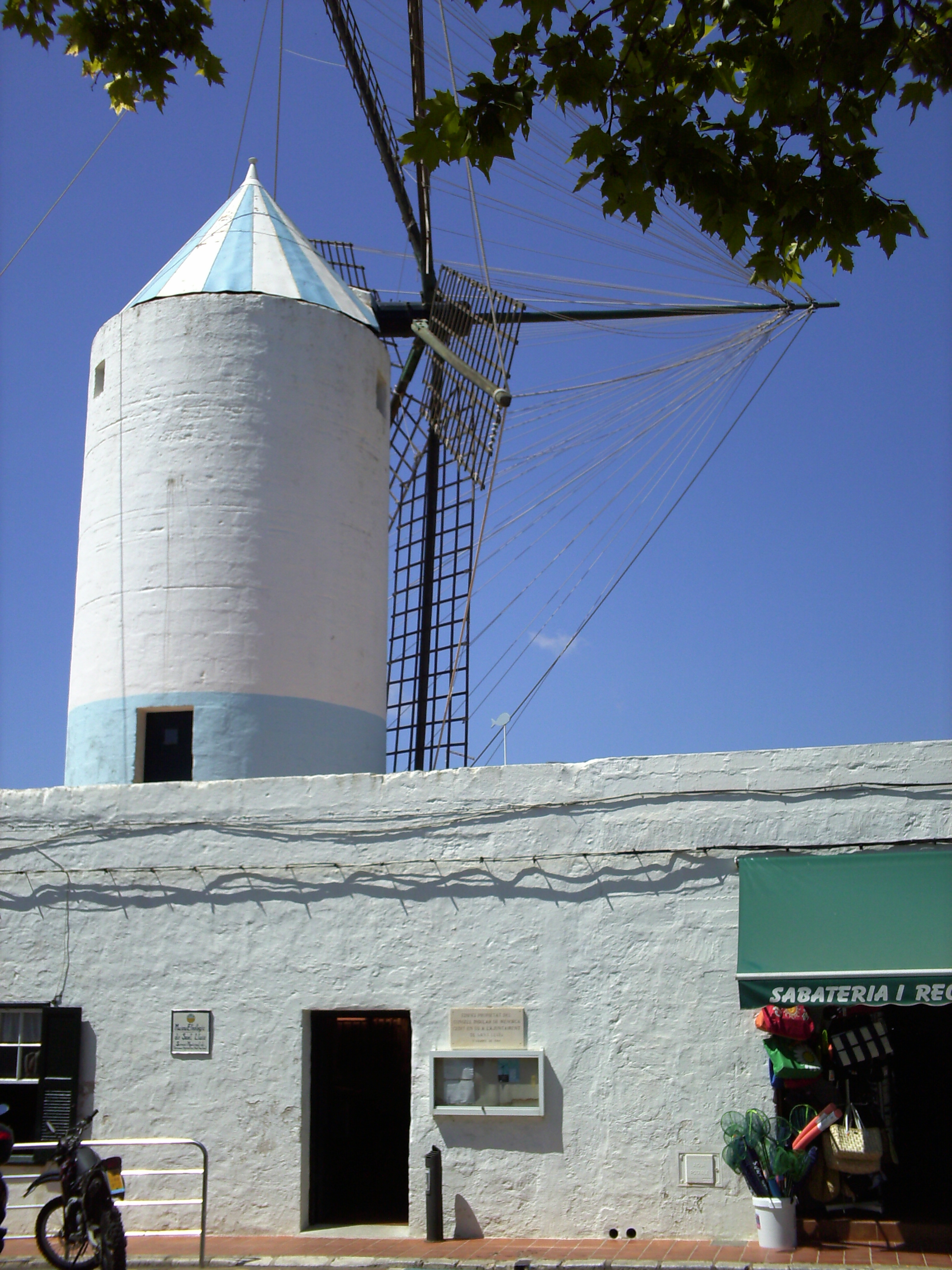
Molí de Dalt (Sant Lluís)

La molinologia  és la ciència que s'encarrega de l'estudi dels molins,
abastant aspectes com els seus usos, les seves fonts d'energia, la seva restauració, els tipus de construccions, els materials emprats o la població que els utilitzava.

El primer a emprar el terme va ser el portugués Joao Miguel dos Santos Simoes l'any 1965.

## Simposis
La Societat Internacional de Molinologia (TIMS) celebra simposis en diversos països des de l'any 1965.
| 1r Simposi  | 29 setembre - 4 octubre 1965 | Lisboa           |
| 2n Simposi  | 12-17 maig 1969              | Holte            |
| 3r Simposi  | 6-11 maig 1973               | Oosterbeek       |
| 4t Simposi  | 01-08 setembre 1977          | Matlock          |
| 5è Simposi  | 5-10 abril 1982              | Claye-Souilly    |
| 6è Simposi  | 14-20 juliol 1985            | Gant             |
| 7è Simposi  | 13-18 agost 1989             | Sankelmark       |
| 8è Simposi  | 03-10 juliol 1993            | Aberystwyth      |
| 9è Simposi  | 2-9 agost 1997               | Budapest         |
| 10è Simposi | 16-24 setembre 2000          | Stratford Hall   |
| 11è Simposi | 25 setembre - 2 octubre 2004 | Amadora, Boticas |
| 12è Simposi | 02-10 juny 2007              | Alkmaar          |
| 13è Simposi | 03-11 setembre 2011          | Aalborg          |